# Świerząbek bulwiasty
Świerząbek bulwiasty (Chaerophyllum bulbosum L.) – gatunek byliny z rodziny selerowatych. Występuje na rozległych obszarach Europy, bez jej południowych, zachodnich i północnych krańców, oraz w zachodniej Azji, po Iran, Kirgistan i Kazachstan. W Polsce rośnie na całym niżu, w górach jest rzadki. Bywa uprawiany dla jadalnych, bulwiastych korzeni.
Gatunek znany jest pod różnymi nazwami zwyczajowymi: świerzop bulwiasty, trybula bulwiasta, trybula grubokorzeniowa, trybula korzeniowa.

## Morfologia
ŁodygaPusta w środku, prosto wzniesiona, osiąga do 2 m wysokości. W dolnej części jest szczecinkowato owłosiona (włoski na brodawkach), czerwonawo plamista, w górze niemal naga, pod węzłami rozdęta.
LiścieSkrętoległe, o blaszce w zarysie trójkątnie jajowatej, 2–4-krotnie pierzastej, żywozielonej. Dolne liście osadzone są na owłosionych ogonkach, górne są siedzące. Odcinki liścia lancetowate do równowąskich, całobrzegie ostro zakończone z białawym kończykiem.
KwiatyDrobne, zebrane w baldachy o 8–20 nierównych i nagich promieniach. Pokryw brak lub tworzone przez nieliczne listki. Baldaszki także z nierównymi szypułkami, wsparte 3–5 pokrywkami, które są biało obrzeżone, lancetowate i nierównej długości. Kielich silnie zredukowany o niemal niewidocznych ząbkach. Płatki korony białe, odwrotnie jajowate, głęboko, do około połowy wcięte, te na brzegach baldaszków większe od tych skierowanych do jego środka.
OwoceWalcowate do wąskojajowatych, długości 4–6 mm, podobnej długości lub dłuższe od szypułek, podłużnie żółtawobrunatno prążkowane.
Gatunek podobnyMylić się może z podobnym z pokroju szczwołem plamistym Conium maculatum, który ma jednak dobrze wykształconą pokrywę, owoce szersze, jajowate i brodawkowate.

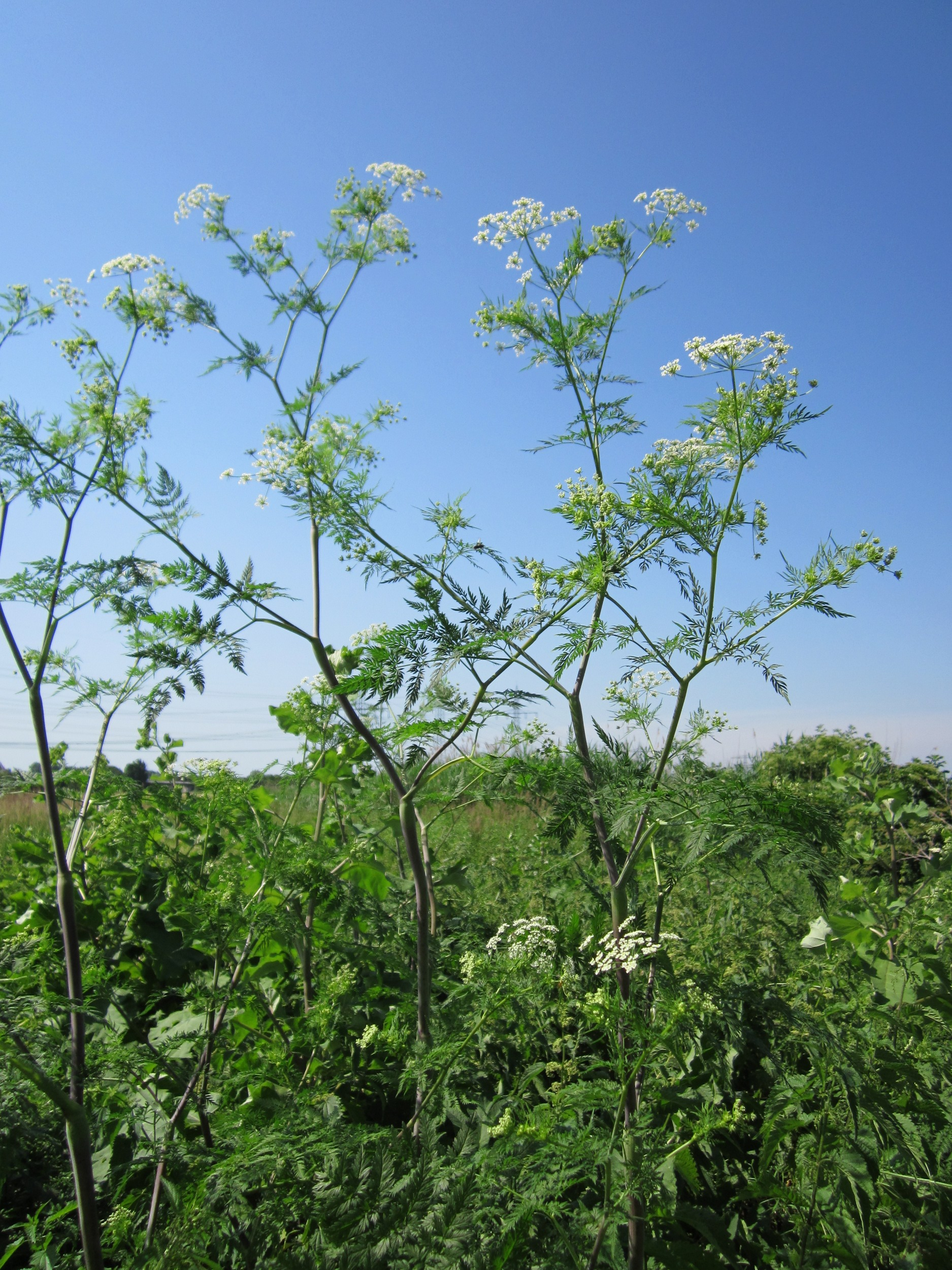
Pokrój
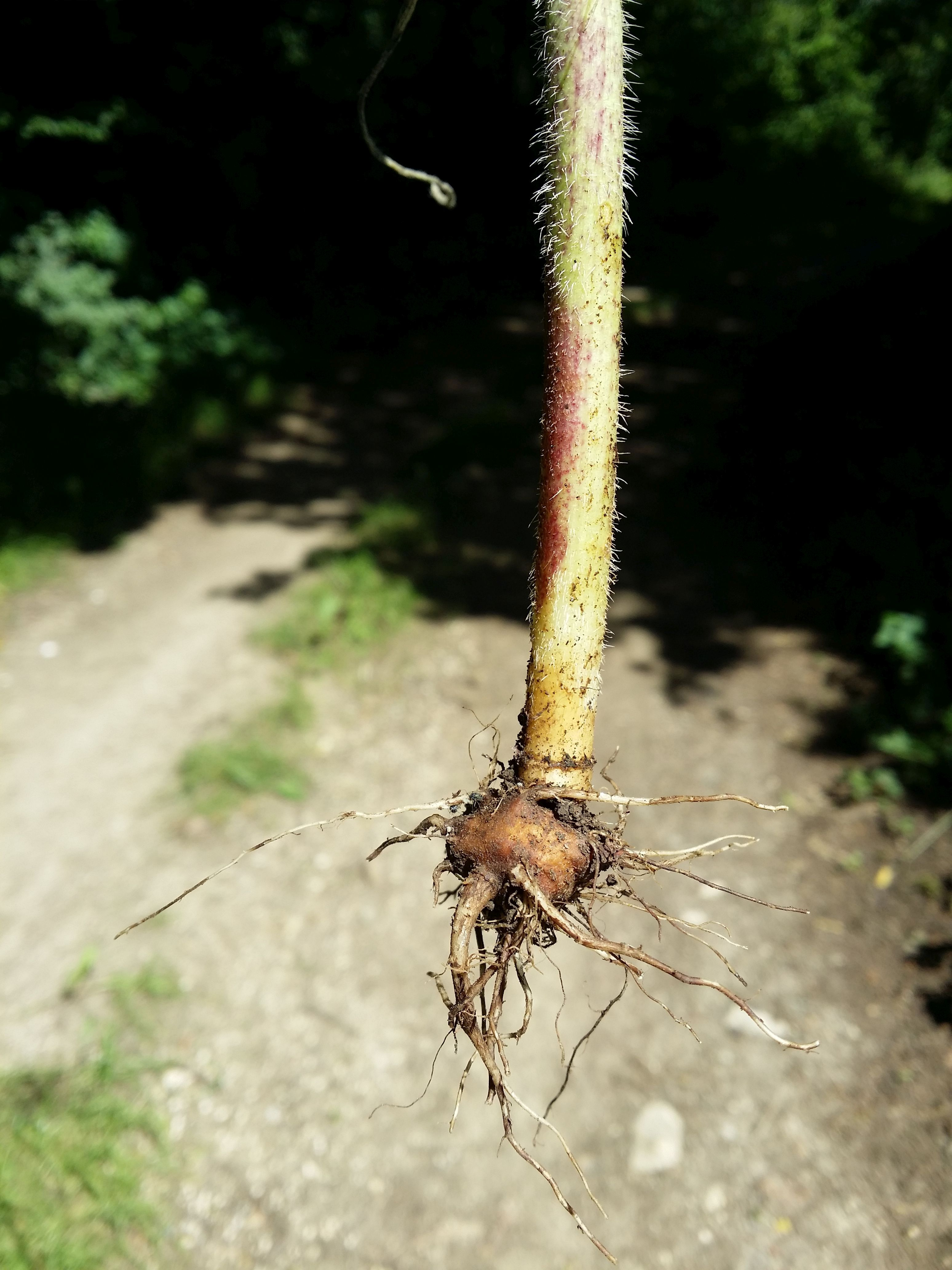
Bulwiasty korzeń
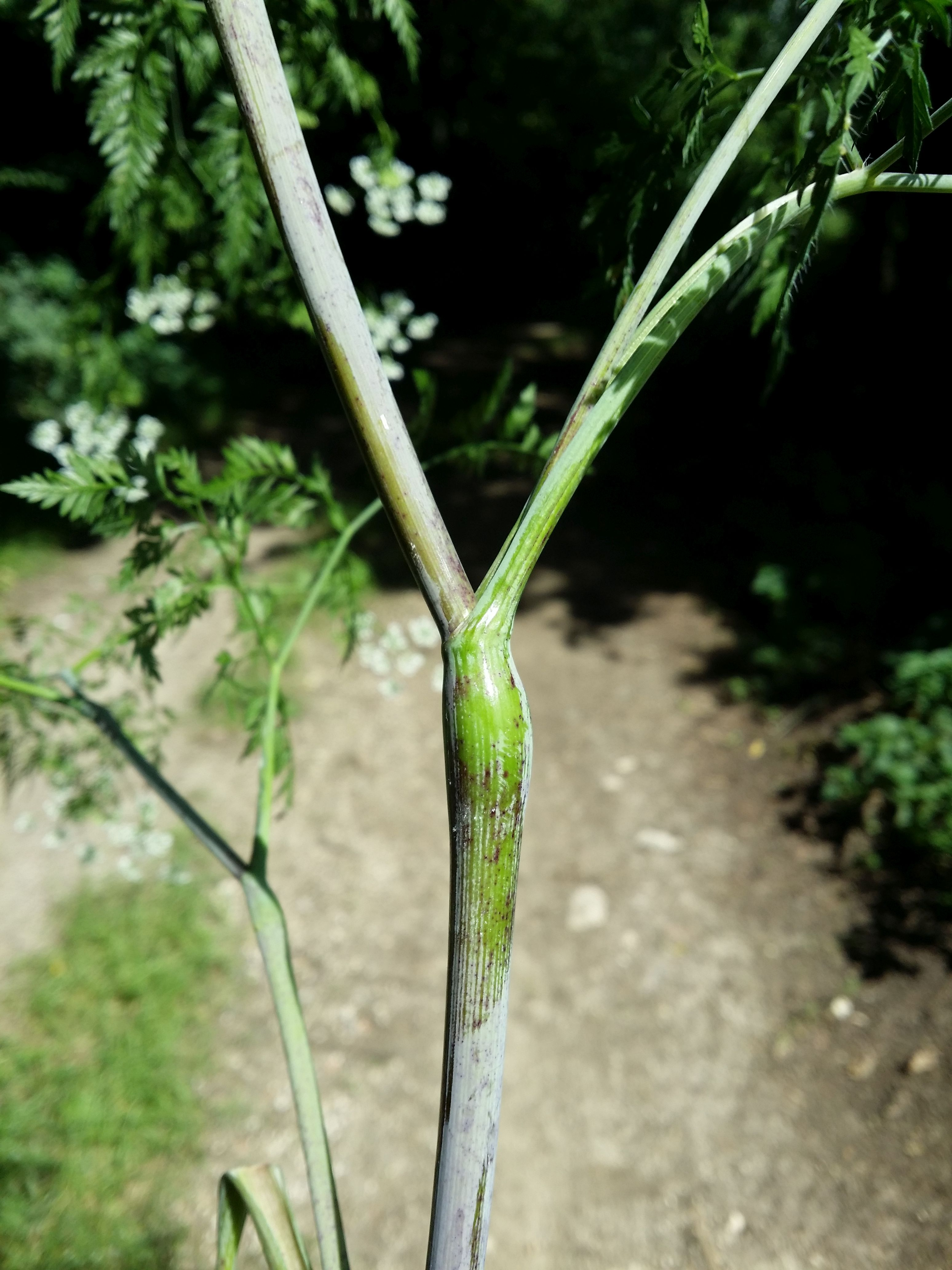
Łodyga
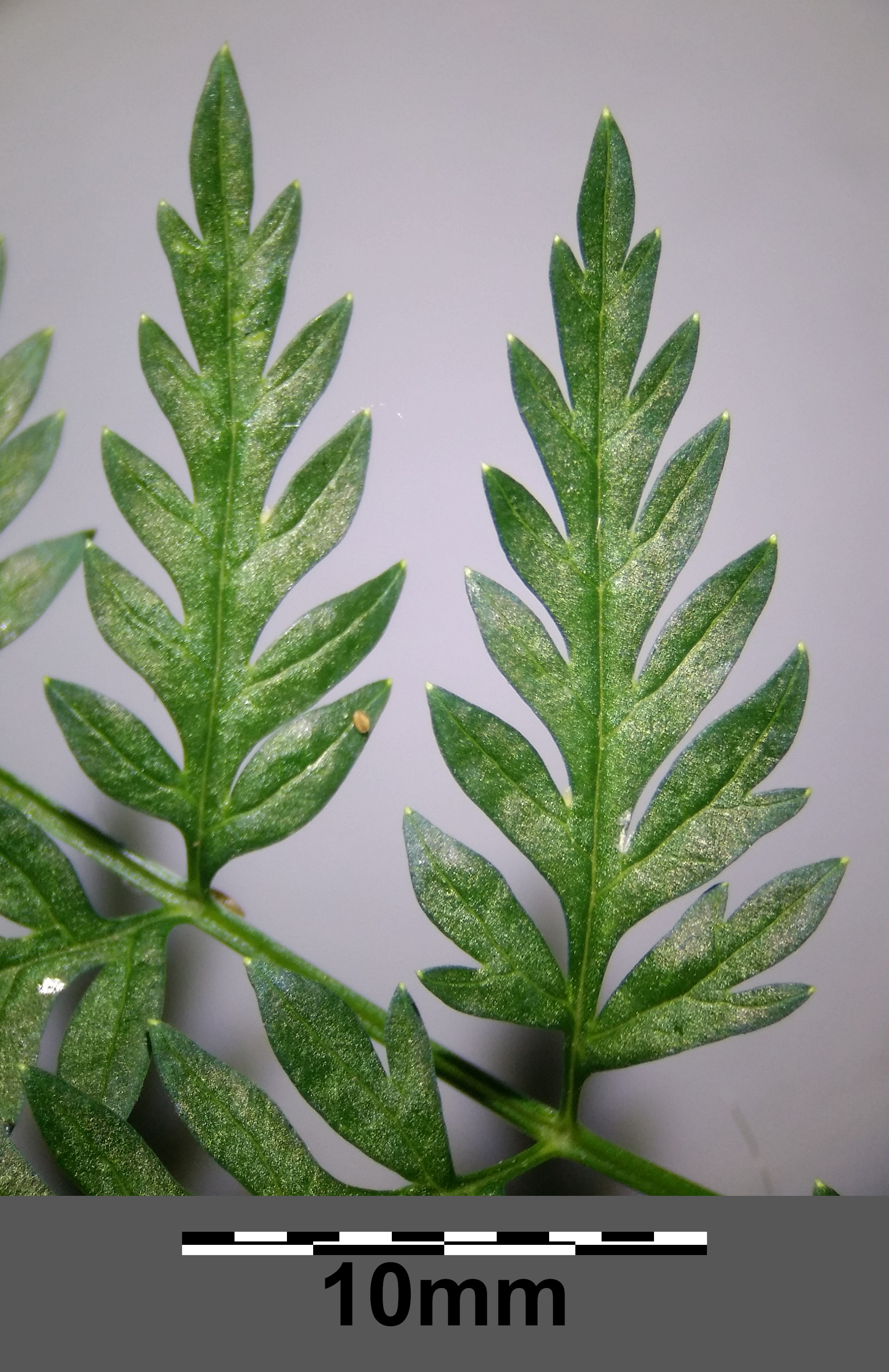
Odcinki liścia
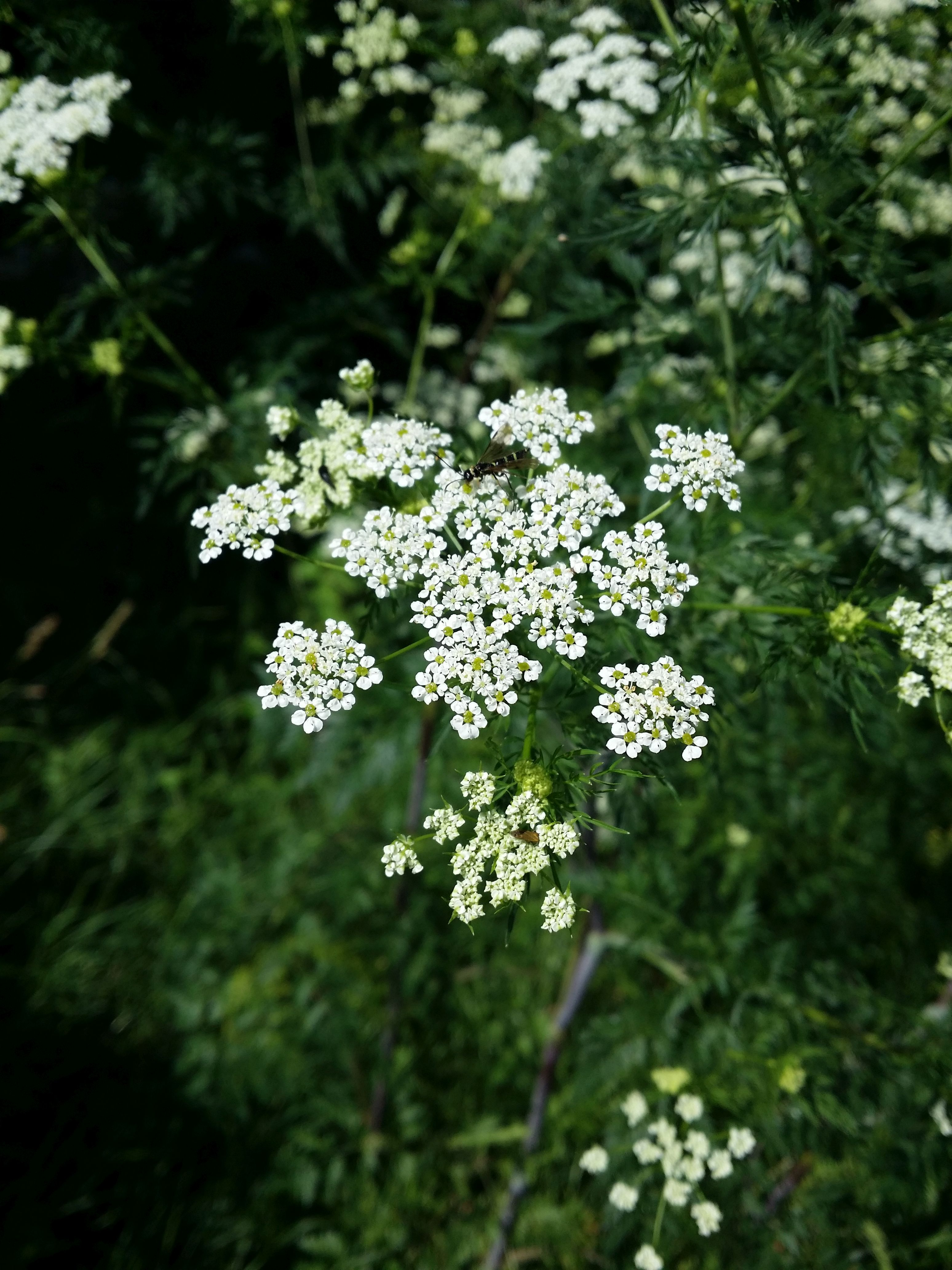
Kwiatostan
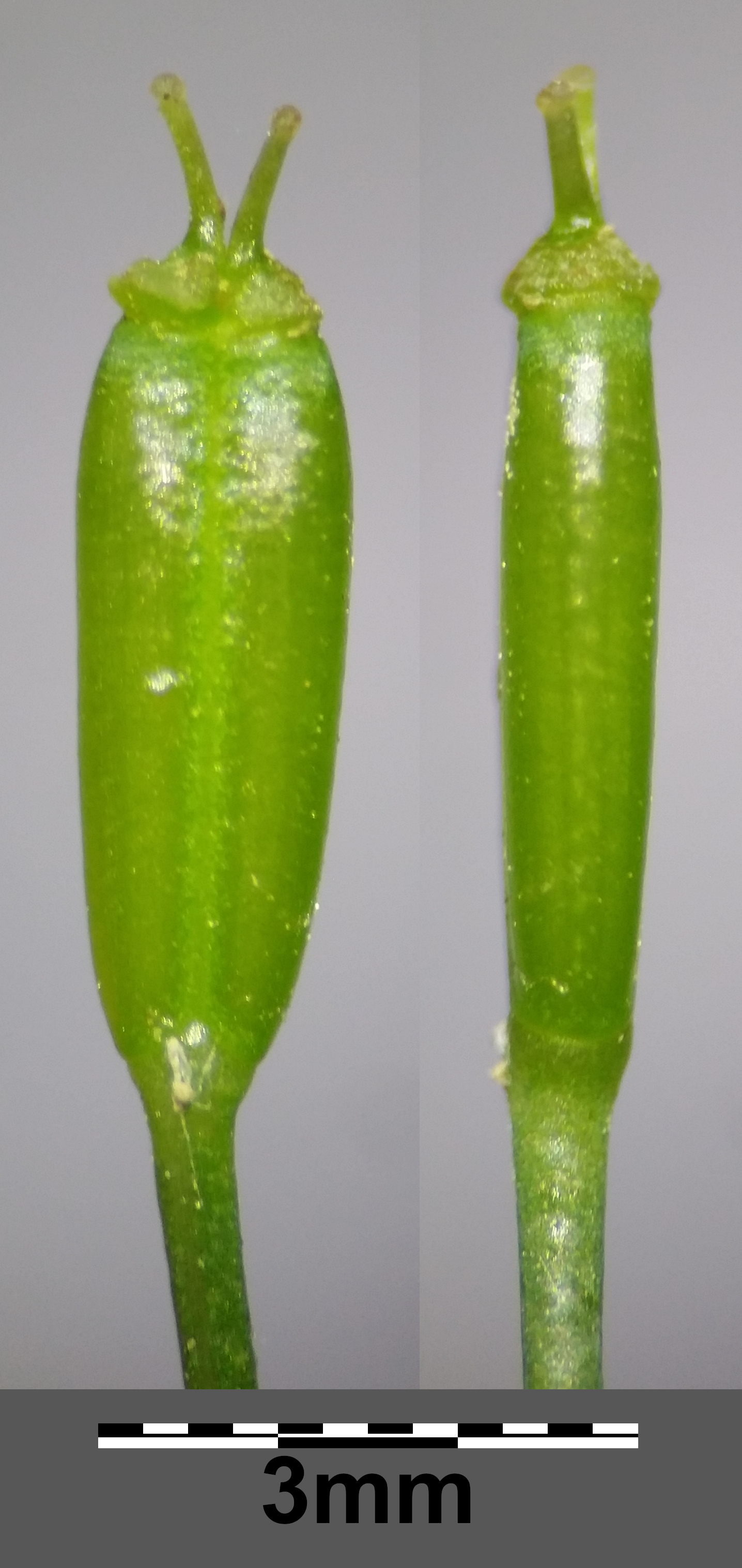
Owoc

## Biologia i ekologia
Rośnie w zaroślach, lasach, na brzegach rzek. Jest gatunkiem charakterystycznym dla okrajkowego zespołu Chaerophylletum bulbosi wykształcającym się w miejscach nasłonecznionych w kompleksach lasów łęgowych i wilgotnych grądów.
Kwitnie od czerwca do sierpnia.

## Systematyka
W niektórych ujęciach wyróżniany bywa podgatunek prescotii (DC.) Nyman uznawany też za odrębny gatunek Chaerophyllum prescottii DC. Rośliny te osiągają mniejszą wysokość (zwykle do 1 m, rzadko do 1,8 m), mają liczniejsze pokrywki (od 5 do 10) o równej długości i jajowatego kształtu oraz dłuższe owoce (od 6 do 9 mm). Rośliny te występują w Europie Wschodniej i Azji Zachodniej (od Ukrainy po Mongolię).

## Zastosowanie

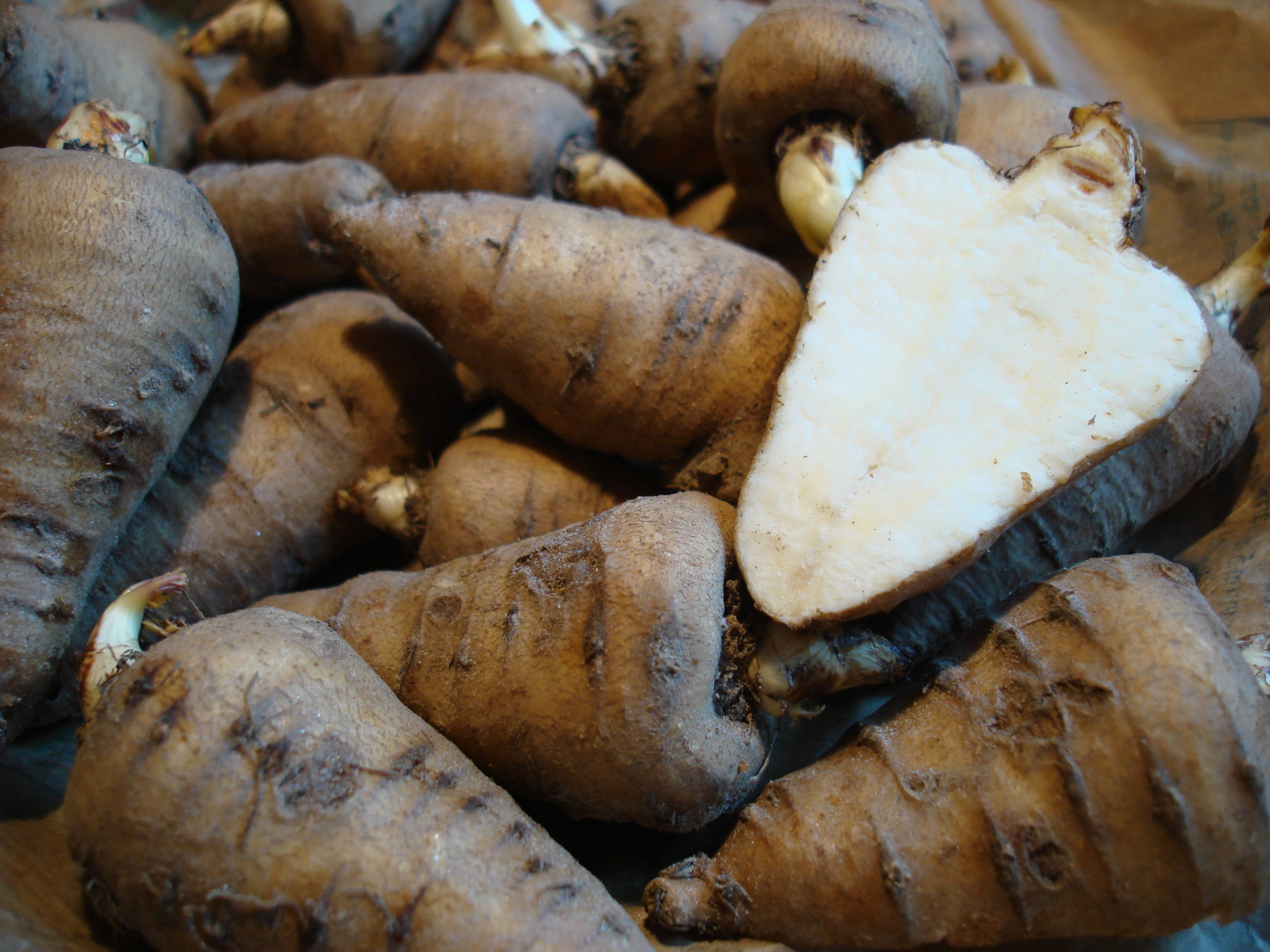
Bulwiaste korzenie

Gatunek uprawiany był w XIX wieku jako warzywo korzeniowe, ale popadł w zapomnienie. Korzenie kopie się jesienią. Są słodkie i mięsiste. W smaku przypominać mają orzechy i kasztany jadalne. Można je spożywać surowe, w tym jako dodatek do sałatek, koktajli czy soków, albo gotować i smażyć, dodając do zup, potraw warzywnych i mięsnych.